# Dookie
Dookie är musikgruppen Green Days tredje studioalbum, släppt den 1 februari 1994 av skivbolaget Reprise Records. Det blev en stor framgång, tre singlar från albumet låg etta på Billboard-listan ("Longview", "Basket Case" och "When I Come Around"). Albumet vann en amerikansk Grammy i kategorin Best Alternative Music Album ("Bästa alternativa musikalbum").

## Låtlista
All sångtext är skriven av Billie Joe Armstrong, om inget annat anges, alla låtar är komponerade av Green Day, om inget annat anges.
| 1. | Burnout                                  | 2:07 |
| 2. | Having a Blast                           | 2:44 |
| 3. | Chump                                    | 2:54 |
| 4. | Longview                                 | 3:59 |
| 5. | Welcome to Paradise (nyinspelad version) | 3:44 |
| 6. | Pulling Teeth                            | 2:31 |
| 7. | Basket Case                              | 3:01 |

| 8.           | She                                                                                                 | 2:14  |
| 9.           | Sassafras Roots                                                                                     | 2:37  |
| 10.          | When I Come Around                                                                                  | 2:58  |
| 11.          | Coming Clean                                                                                        | 1:34  |
| 12.          | Emenius Sleepus (text av Mike Dirnt)                                                                | 1:43  |
| 13.          | In the End                                                                                          | 1:46  |
| 14.          | F.O.D. (låten slutar 2:50 och följs 4:07 av det dolda spåret "All by Myself", framfört av Tré Cool) | 5:46  |
| Total längd: | Total längd:                                                                                        | 39:38 |